# Парламентарни избори у Аустрији 1920.
Аустријски парламентарни избори 1920. су одржани 17. октобра 1920. После ових избора Хришћанска социјална странка је постала најјача странка у Аустрији. Социјалдемократска партија Аустрије је напустила коалициону владу истог месеца када су е одржали избори и Хришћанска социјална странка је формирала владу.

## Резултати избора
Резултати парламентарних избора у Аустрији 1920.
| Хришћанска социјална партија ()                                         | 1.245.531 | 41,79 | 85  |
| Социјалдемократска радничка партија ()                                  | 1.072.709 | 35,99 | 69  |
| Велика Немачка народна странка ()                                       | 514.127   | 17,25 | 28  |
| Демократске партије                                                     | 42.826    | 1,44  | 1   |
| Остале партије                                                          | 105.135   | 3,53  | 0   |
| Укупно                                                                  | 2.980.328 | 100   | 183 |
| Извори: Резултати парламентарних избора у Аустрији 1919-1930, Аустрија, |           |       |     |

- Од 3.752.212 регистрованих гласача на изборе је изашло 80,27%.

## Последице избора
Коалиција између CS-a и SPÖ-а није настављена. Михаел Мајр, члан CS-а је постао нови канцелар Аустрије и био је на тој позицији до 1921. Њега је наследио Јохан Шобер, који је као и Мајр истовремено обављао дужност и министра спољних послова. Биле су честе промене на државном врху до следећих парламентарних избора 1923.. После Шобера ту дужност је на један дан обављао Валтер Брајски, да би се на место канцелара поново врато Шобер. 1922. њега је на месту канцелара заменио Игнац Зајпел.